# Cielęce Tańce

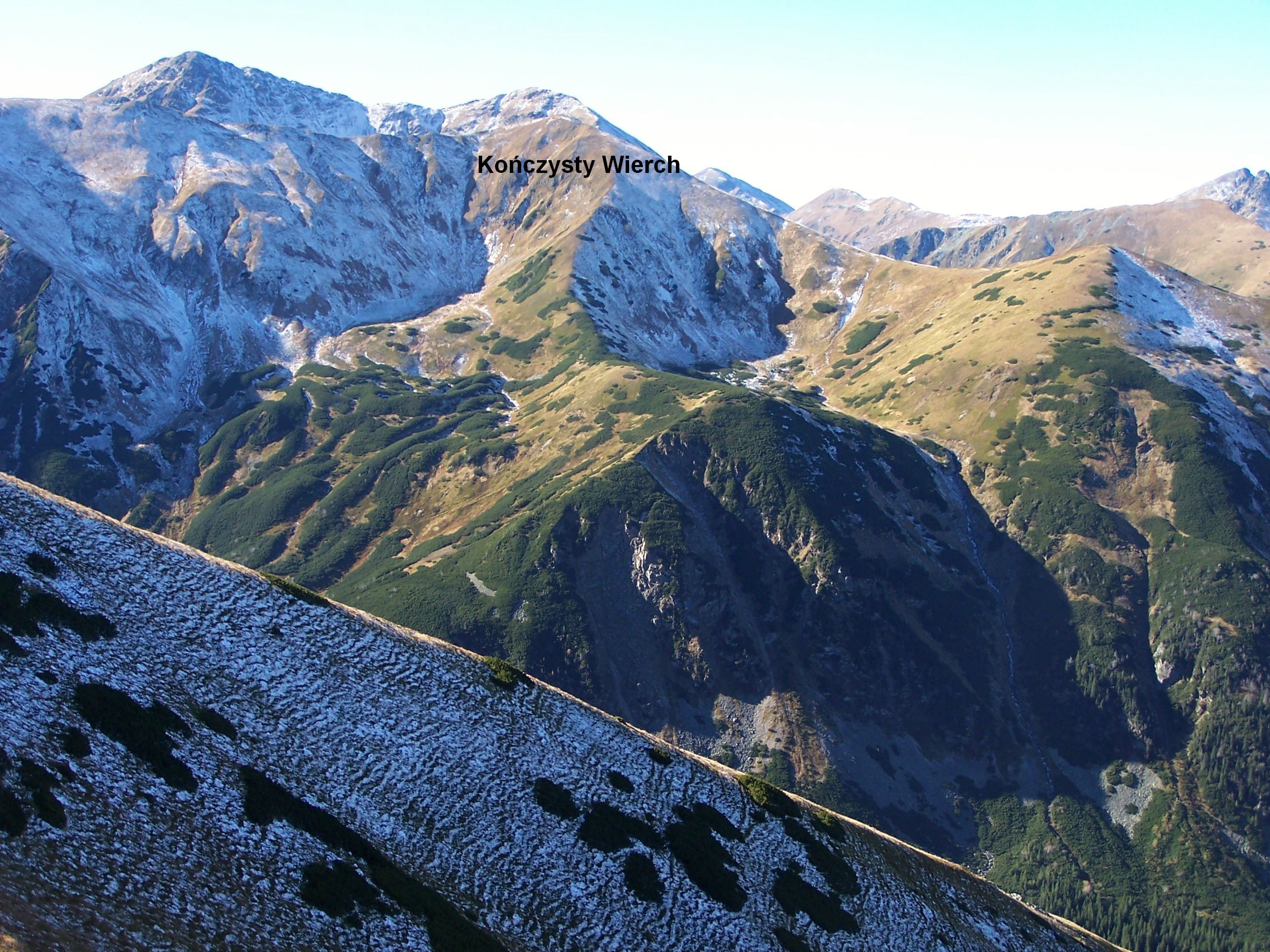
Cielęce Tańce na lewo poniżej Kończystego Wierchu

Cielęce Tańce – upłazki na północno-wschodnich stokach Kończystego Wierchu w Tatrach Zachodnich. Znajdują się w górnej części Doliny Starorobociańskiej, na południe od Dudowych Stawków. Położone są na wysokości ok. 1600–1700 m n.p.m.
Miejsce nazywane było tak przed II wojną światową przez juhasów, wypasających tam cielęta. Wchodziło w skład dawnej Hali Starorobociańskiej. Niegdyś były to skalisto-trawiaste tereny, po zaprzestaniu wypasu zarastają kosodrzewiną.